# Santiago Jocotepec
Santiago Jocotepec är en kommun i Mexiko.   Den ligger i delstaten Oaxaca, i den sydöstra delen av landet, 400 km sydost om huvudstaden Mexico City.
Följande samhällen finns i Santiago Jocotepec:
- San Antonio las Palmas
- Paso de San Jacobo
- La Alicia
- San Pedro Tepinapa
- Arroyo Bobo
- Playa Limón
- San Vicente Arroyo Jabalí
- Plan de San Luis
- Plan Martín Chino
- Luis Echeverría
- Cerro Caliente
- Plan Mata de Caña
- Linda Vista
- San Alfredo
- Arroyo Tinta
- La Isla
- Soledad Vista Hermosa
- Rancho Palmar
- El Porvenir